# Xochitlán (Hidalgo)
Xochitlán es una localidad mexicana; localizada en el municipio de Progreso de Obregón en el estado de Hidalgo.

## Toponimia
Del náhuatl Xochitl, flor o jardín, tla, lugar: “Lugar de flores o jardín”.

## Geografía
Se encuentra en la región geográfica del Valle del Mezquital; a la localidad le corresponden las coordenadas geográficas 20° 17’ 45.721” de latitud norte y 99° 11’ 15.643” de longitud oeste, con una altitud de 1990 m s. n. m. Cuenta con un clima semiseco templado.
En cuanto a fisiografía se encuentra en la provincia del Eje Neovolcánico, dentro de la subprovincia de Llanuras y Sierras de Querétaro e Hidalgo; su terreno es de llanura. En lo que respecta a la hidrología se encuentra posicionado en la región del Pánuco, dentro de la cuenca del río Moctezuma, y en la subcuenca del río Tula.

## Demografía
En 2020 registró una población de 2667 personas, lo que corresponde al 11.28 % de la población municipal. De los cuales 1277 son hombres y 1390 son mujeres.
| Gráfica de evolución demográfica de Xochitlán entre 1910 y 2020 |
|                                                                 |
| Población registrada por los censos y conteos del INEGI.        |